# 安德烈亚·阿尔恰托
安德烈亚·阿尔恰托（義大利語：Andrea Alciato，1492年—1550年），文艺复兴时期欧洲作家。米兰人，他在法国亞維農、布尔日和意大利的部分地区讲授法学。除了写作人文主义法学论著外，他还普及推广寓言画，发表了首部画册《寓言画》（16世纪30年代出版），该书有许多版本和翻译本。

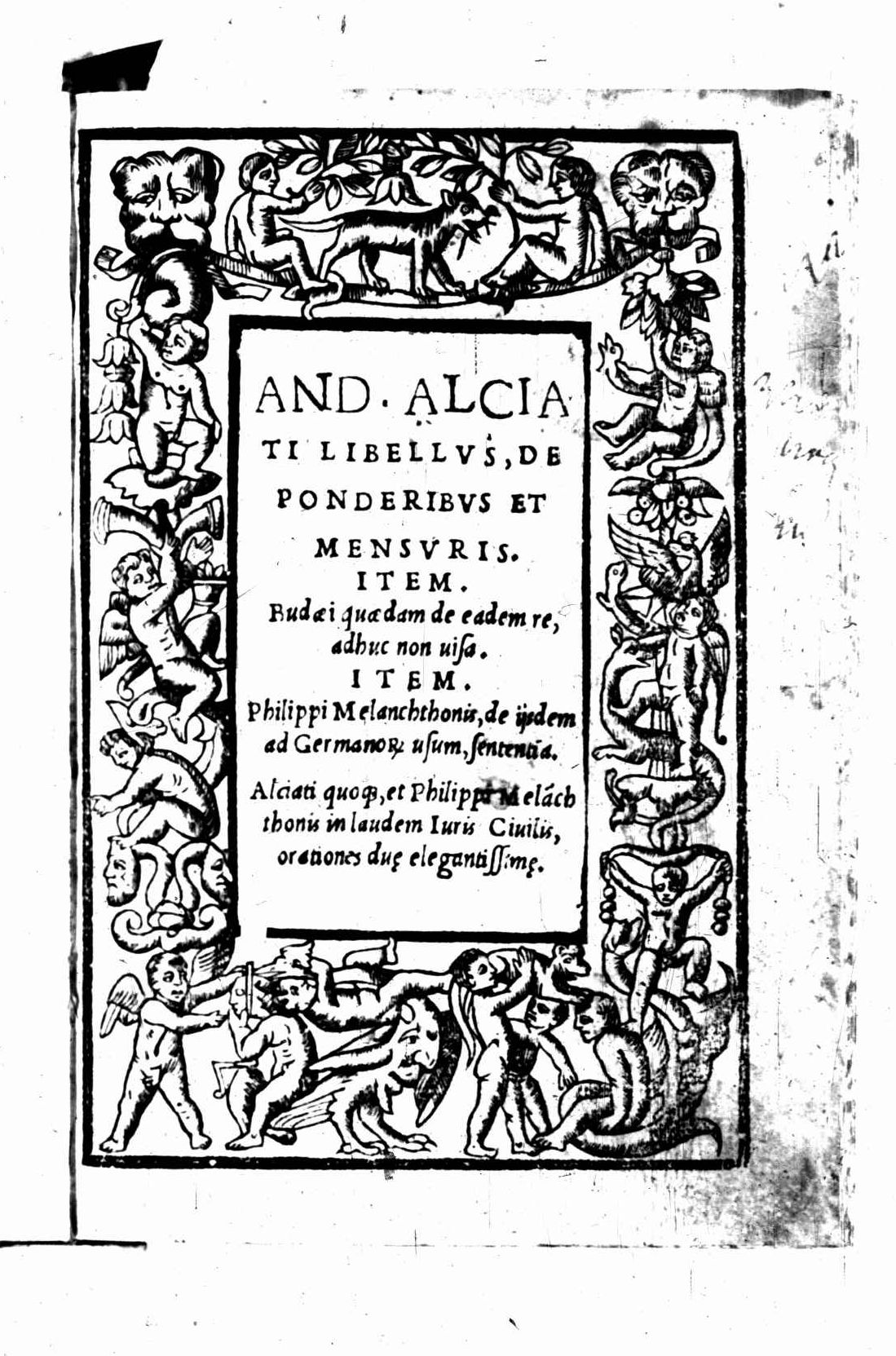
De ponderibus et mensuris, 1532
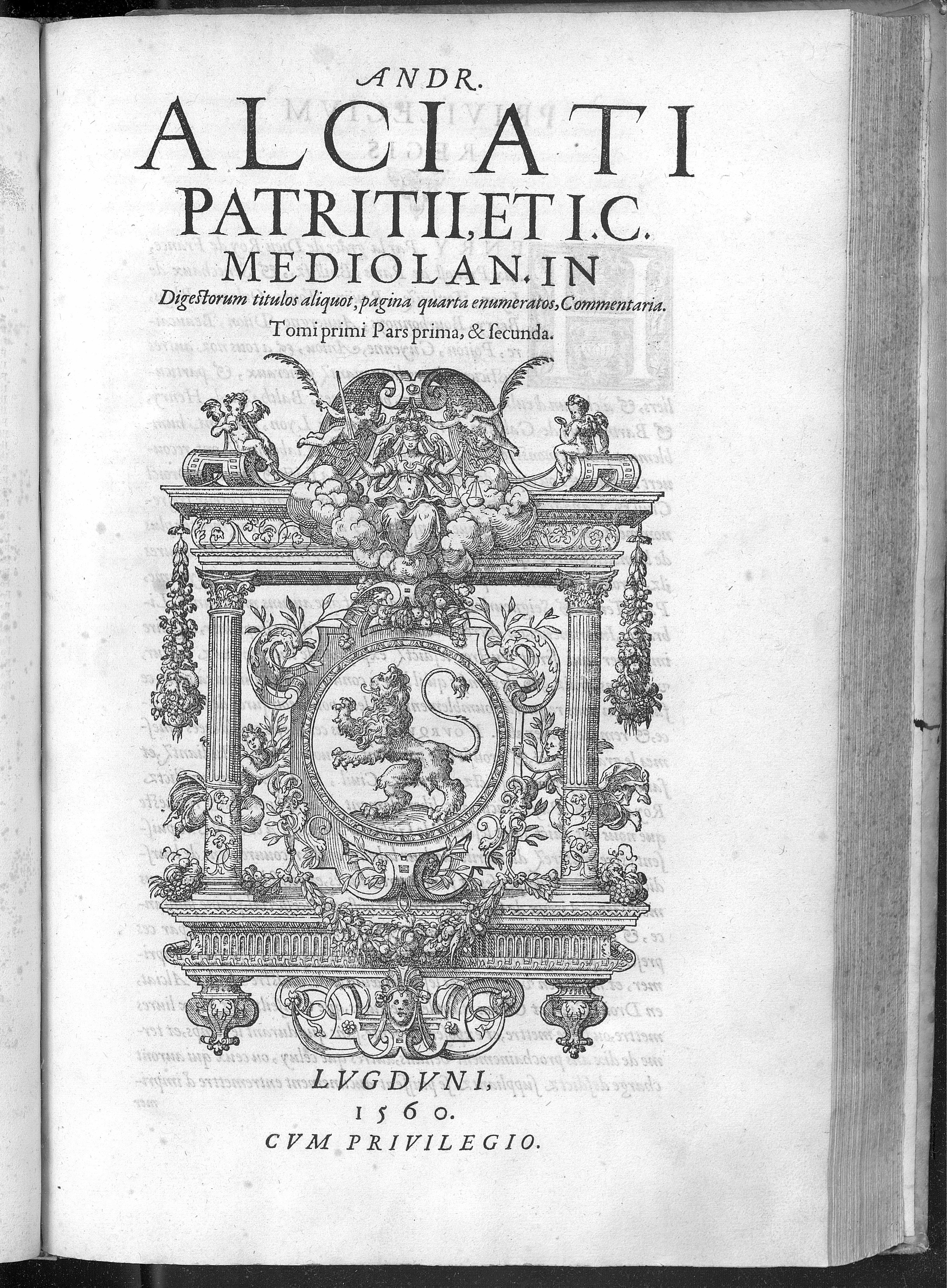
In Digestorum titulos aliquot commentaria, 1560

## 扩展阅读
本条目包含来自公有领域出版物的文本: Chisholm, Hugh (编).  (第11版). London: Cambridge University Press. 1911.